# Oloplotosus
Oloplotosus – rodzaj słodkowodnych ryb sumokształtnych z rodziny plotosowatych (Plotosidae). Obejmuje trzy gatunki, wszystkie występują w rzekach Nowej Gwinei.

## Klasyfikacja
Gatunki zaliczane do tego rodzaju:
- Oloplotosus luteus
- Oloplotosus mariae
- Oloplotosus torobo

Gatunkiem typowym jest Oloplotosus mariae.